# Avgust Jefimovič Javič
Avgust Jefimovič Javič (rusky Август Ефимович Явич; 10. října 1900 Švenčionys – 7. května 1979 Moskva) byl ruský spisovatel a novinář.

## Život
Narodil se v rodině židovského obchodníka se dřevem. V roce 1914 se přestěhoval se svými rodiči do Voroněže, kde vystudoval střední školu. Od října 1919 pracoval jako výkonný tajemník redakční rady novin Voroněžská komuna. Od dubna 1920 byl vedoucím informačního a publikačního oddělení provinčního odboru veřejného vzdělávání, později vedoucím politické osvěty v gubernii. V roce 1922 absolvoval režii v Divadelním studiu (Divadelní ústav Voroněž). Pracoval pro časopisy Výzva, Gudok, Práce, Izvestia a Pracující Moskva.
V letech 1931–1932 studoval na Ústavu dějin a filozofie .
Během druhé světové války byl válečným zpravodajem. Ústřední noviny Rudá flotila ho poslaly jako zvláštního korespondenta do Černomořské flotily. Na frontě byl raněn.
Na konci života ho sužovala tuberkulóza a srdeční onemocnění. Byl pohřben v Moskvě na Vagaňkovském hřbitově.

## Dílo
V roce 1925 debutoval jako prozaik. Publikoval hlavně pod pseudonymem Semjon Pešij.
- Pouť, 1927
- Synové, 1935
- Jitro, 1956
- Kořeny a čas, 1969
- Život a skutky Rodijona Anikejeva, 1968
- Vyvolení, 1974
- Zničené naděje, 1976